# Canal principal de desguàs de Moorfleet
El Canal principal de desguàs de Moorfleet o (en alemany) Hauptentwässerungsgraben Moorfleet és un canal de desguàs no navegable que connecta el Südlicher Bahngraben amb el Dove Elbe al barri de Moorfleet a l'estat d'Hamburg a Alemanya. Desguassa l'illa fluvial de Billwerder als Marschlande.

## Connecta amb
- Südlicher Bahngraben
- Moorfleeter Hauptgraben
- Neuer Moorfleeter Schlauchgraben
- Moorfleeter Sammelgraben
- Moorfleeter Randgraben
- Dove Elbe

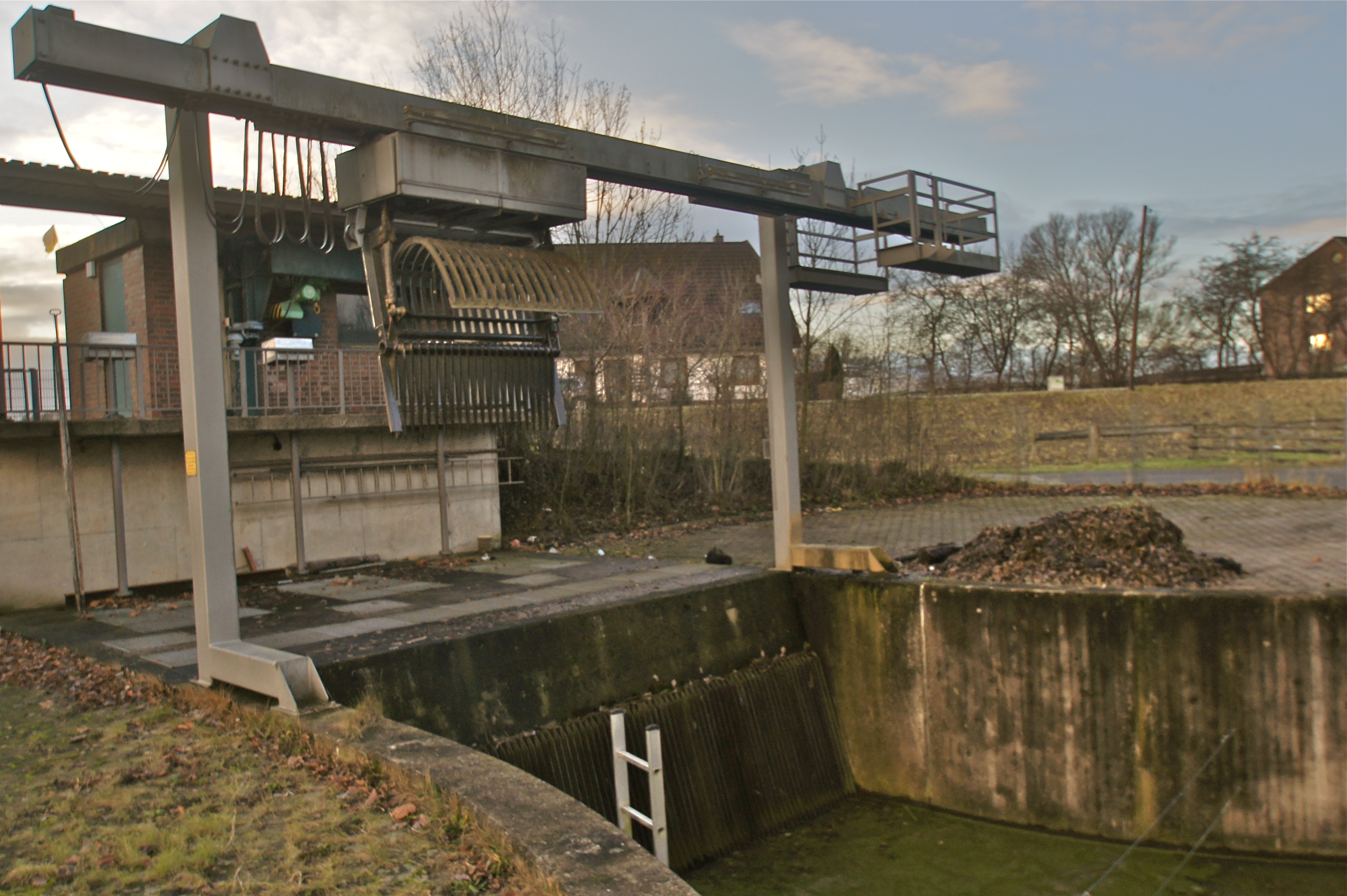
La resclosa de desguàs i l'estació de bombatge a la desembocadura
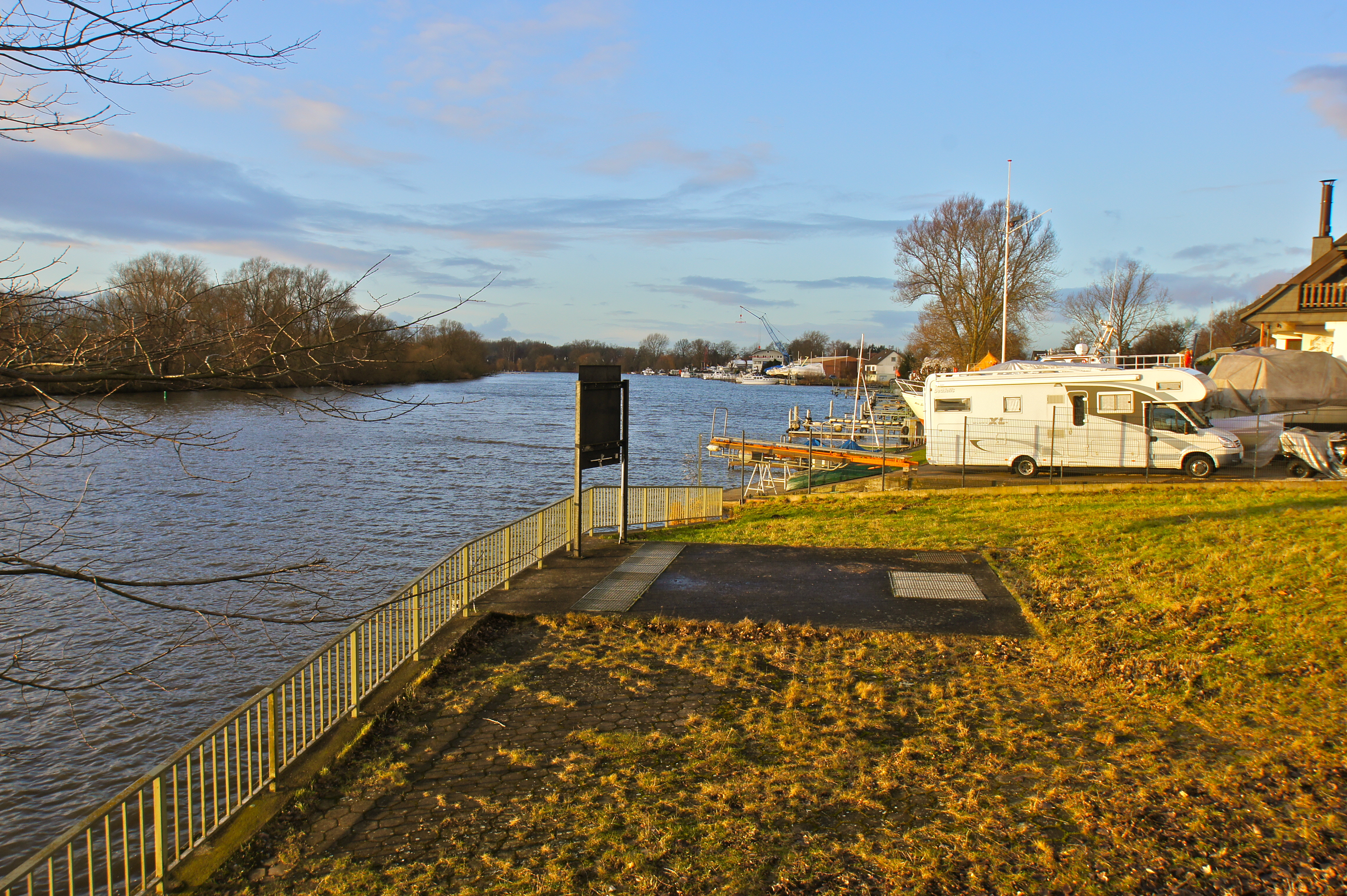
Desembocadura al Dove Elbe